# Ministro Andreazza
Ministro Andreazza är en kommun i Brasilien.   Den ligger i delstaten Rondônia, i den centrala delen av landet, 1 600 km väster om huvudstaden Brasília. Antalet invånare är 10 354.
Omgivningarna runt Ministro Andreazza är huvudsakligen savann. Runt Ministro Andreazza är det glesbefolkat, med 13 invånare per kvadratkilometer.